# Michail Grigorjewitsch Semzow
Michail Grigorjewitsch Semzow (russisch Михаил Григорьевич Земцов; * 1688 in Moskau; † 28. Septemberjul. / 9. Oktober 1743greg. in St. Petersburg) war ein russischer Architekt des russischen Frühbarock.

## Leben
Semzow lernte zunächst in der Rüstkammer des Moskauer Kremls. Die Familie Semzow zog dann nach St. Petersburg um. 1709 lernte Semzow Italienisch in der Gouverneurskanzlei. 1710 ernannte ihn Peter I. zu  Domenico Trezzinis Assistenten und Lehrling.
Ab 1719 leitete Semzow den Aufbau Moskaus, nachdem das Verbot des Baus von Steingebäuden aufgehoben worden war. 1720 wurde er zum Gesellen ernannt und war dann Assistent von Jean-Baptiste Alexandre Le Blond und Nicola Michetti. 1720–1722 vertrat er Michetti in Reval beim Bau des Schlosses Catherinethal. 1723 ging er nach Stockholm, um Meister und Handwerker anzuwerben und benötigte Werkzeuge zu kaufen. 1724 wurde er zum Architekten ernannt, und Johann Friedrich Blank wurde sein Schüler und Assistent. 1728–1731 führte Semzow den Bau des Wachtpalasts Peters I. auf einer Insel an der Mündung von Fontanka und Jekateringofka in die Newa zum Ende, den Stefan van Zwieten 1722 begonnen hatte und der nicht erhalten ist.
Nach dem Regierungsantritt Annas baute Semzow 1731–1734 in St. Petersburg die Simeon-und-Anna-Kirche, die später teilweise umgebaut wurde und deren Helm Harmen van Bol’es erstellte. In Peterhof sanierte er die Fontänen und die Parkanlage. Seine Zeichnung der Grotte im Sommergarten demonstrierte sein zeichnerisches Talent, und auch als Bildhauer fiel er auf mit seinen Statuen in der Kunstkammer der Akademie der Wissenschaften. 1732 wurde Semzow mit der Fertigstellung des Alexander-Newski-Klosters beauftragt. Nach dem Abschluss dieser Arbeit wurde er Mitglied der Sonderkommission zur Überwachung der gesamten Stadtbautätigkeit in St. Petersburg. 1733–1737 baute er am Newski-Prospekt die Mariä-Geburt-Kirche, die nicht erhalten ist. Nach dem Tode Trezzinis 1734 übernahm er dessen Bau einer Kirche für die Krankenhäuser auf der Wyborger Seite, der 1739 wegen Erschöpfung der Mittel gestoppt wurde. Nach der Hinrichtung Pjotr Michailowitsch Jeropkins wurde Semzow 1740 in die St. Petersburger Baukommission abkommandiert, um Jeropkins Traktat über die Pflichten des Planungsbüros mit Texten über Architekturprinzipien, Planungsleitlinien, Verantwortlichkeiten und Rechte der Architekten zu redigieren und 1741 fertigzustellen. 
Nach der Thronbesteigung Elisabeths 1741 wurde Semzow ihr Hofarchitekt. Semzow plante 1741 für Elisabeth das Anitschkow-Palais mit Garten am Newski-Prospekt, dessen Bau kurz darauf begonnen und nach Semzows Tod von Bartolomeo Francesco Rastrelli bis 1754 fertiggestellt wurde. Nach 32 Jahren im Staatsdienst ohne Gehaltserhöhung und ohne Rangerhöhung bat er die Kaiserin Elisabeth um eine Einkommensverbesserung und eine Rangerhöhung, wie sie seine Studenten bereits erhalten hatten. Erst nach genauer Beschreibung seiner Dienste  ernannte sie ihn zum Podpolkownik (Oberstleutnant, 7. Rangklasse). Kurz vor seinem Tod begann er den Bau des Eremitage-Pavillons im Katharinenpark in Zarskoje Selo. Auch begann er 1743 den Bau der Verklärungskathedrale, die von Pietro Antonio Trezzini, einem Verwandten Domenico Trezzinis, 1754 fertiggestellt wurde und 1825 ausbrannte (Umbau durch Wassili Petrowitsch Stassow).

## Werke

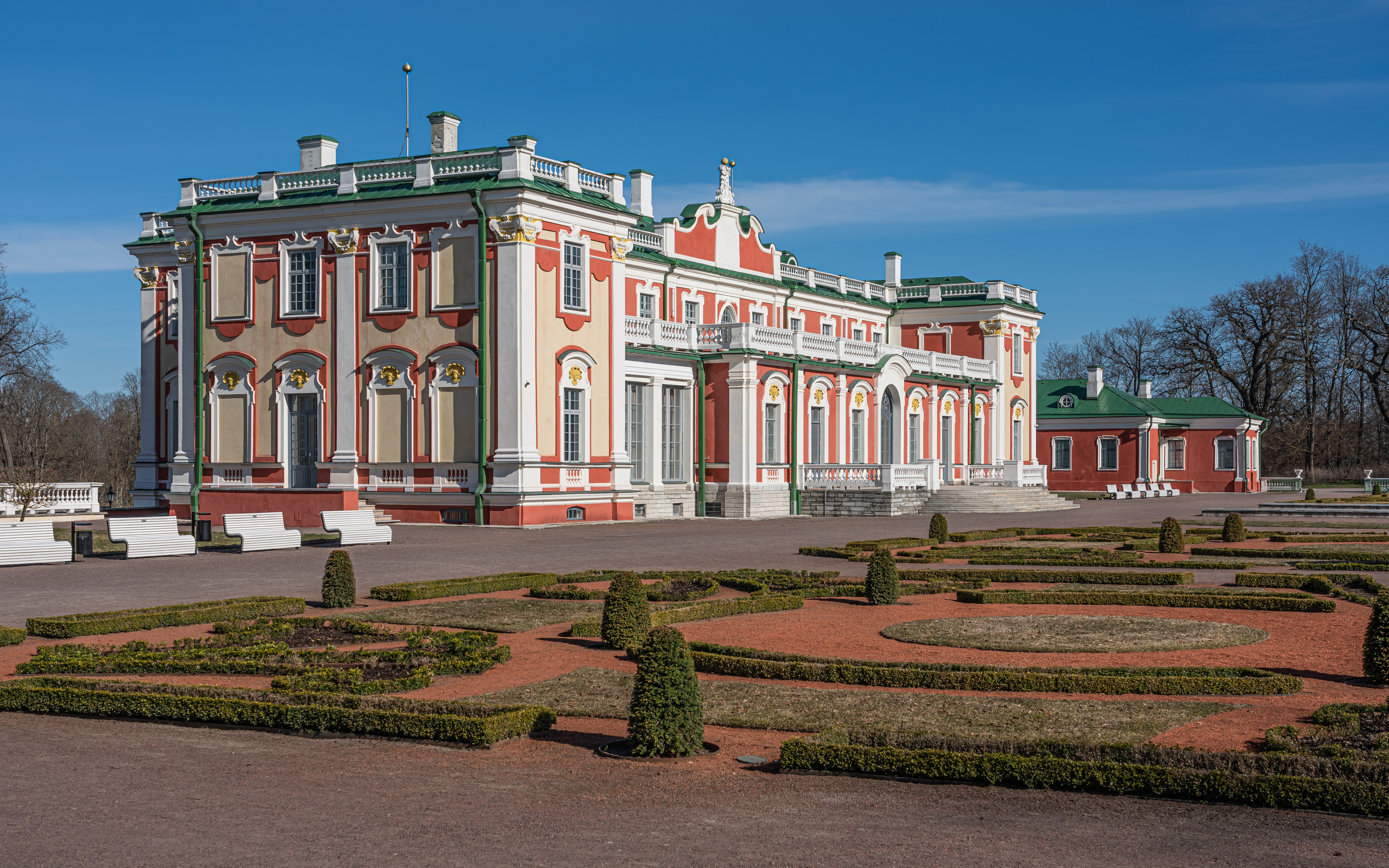
Schloss Catherinethal in Reval
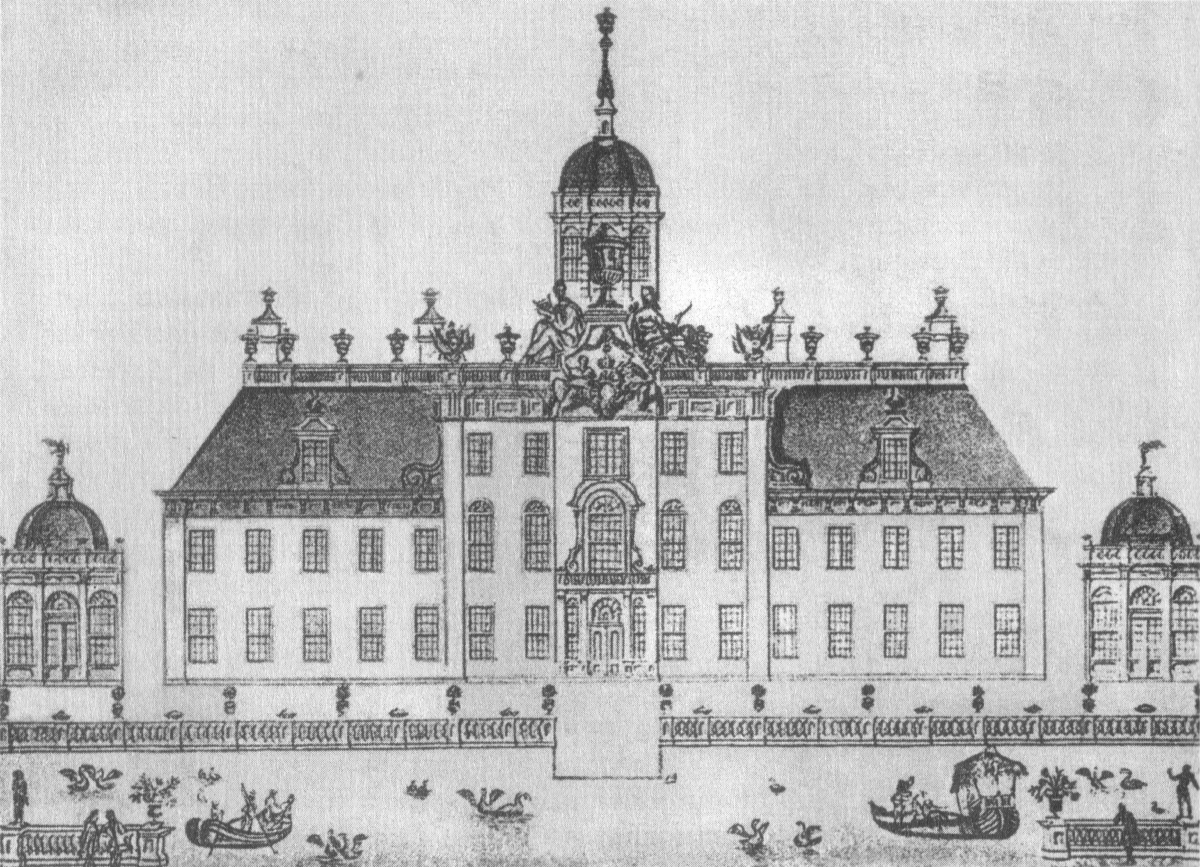
Wachtpalast Peters I.
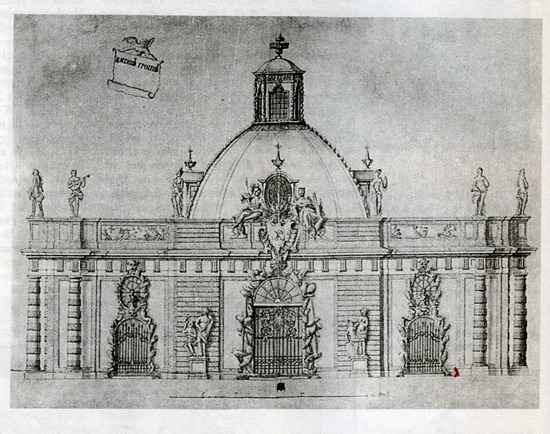
Grotte im Sommergarten
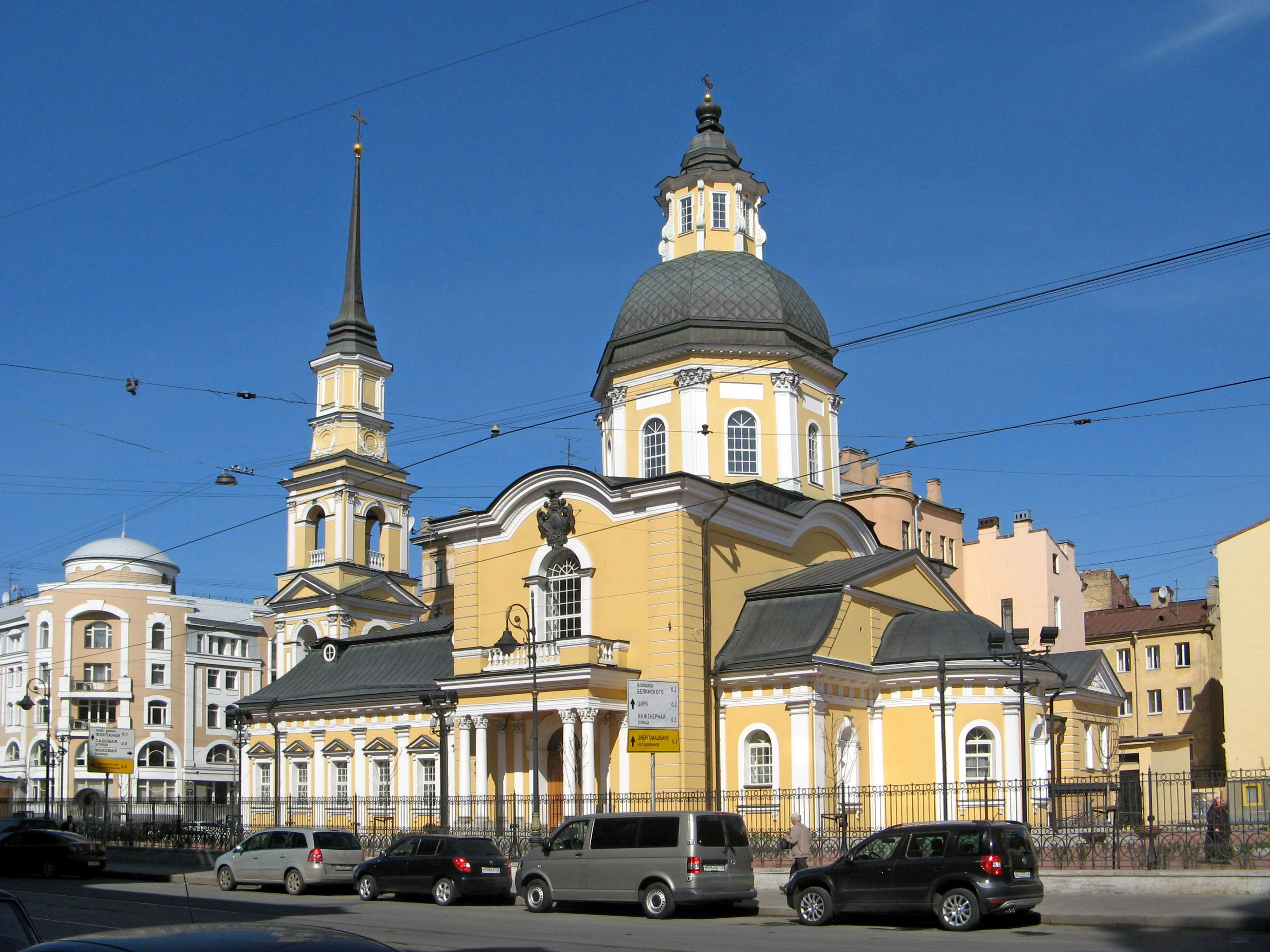
Simeon-und-Anna-Kirche
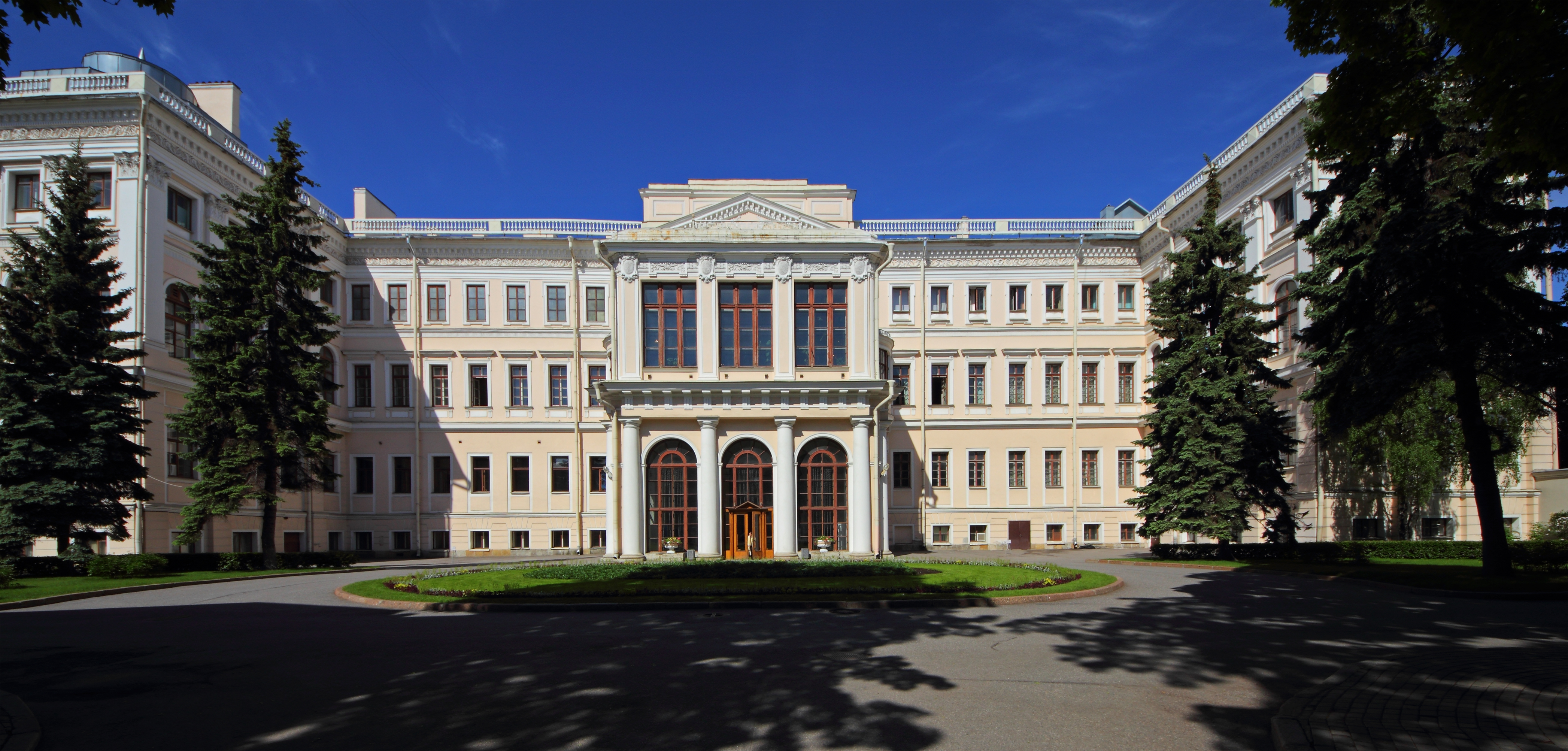
Anitschkow-Palais
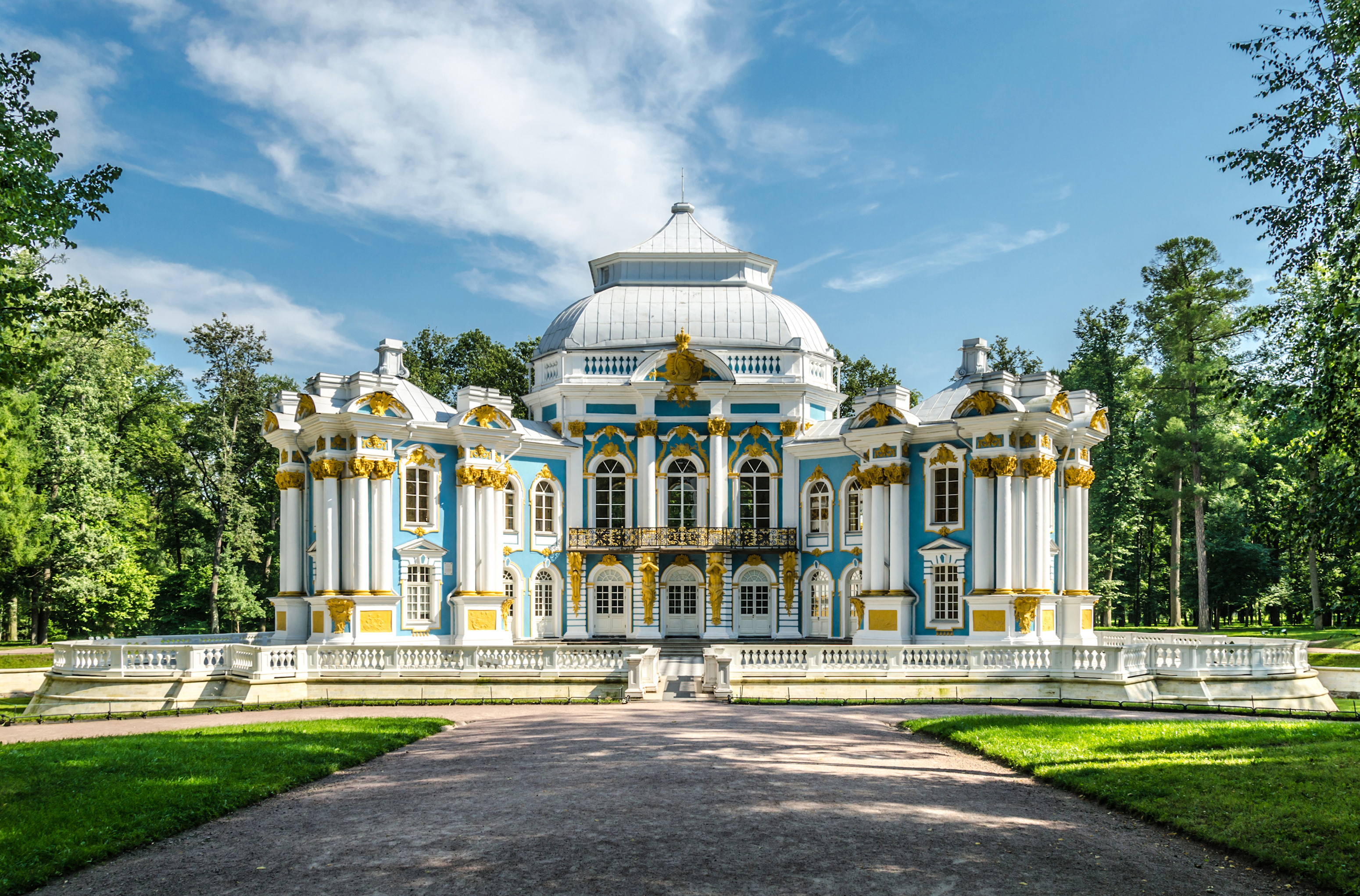
Eremitage-Pavillon in Zarskoje Selo
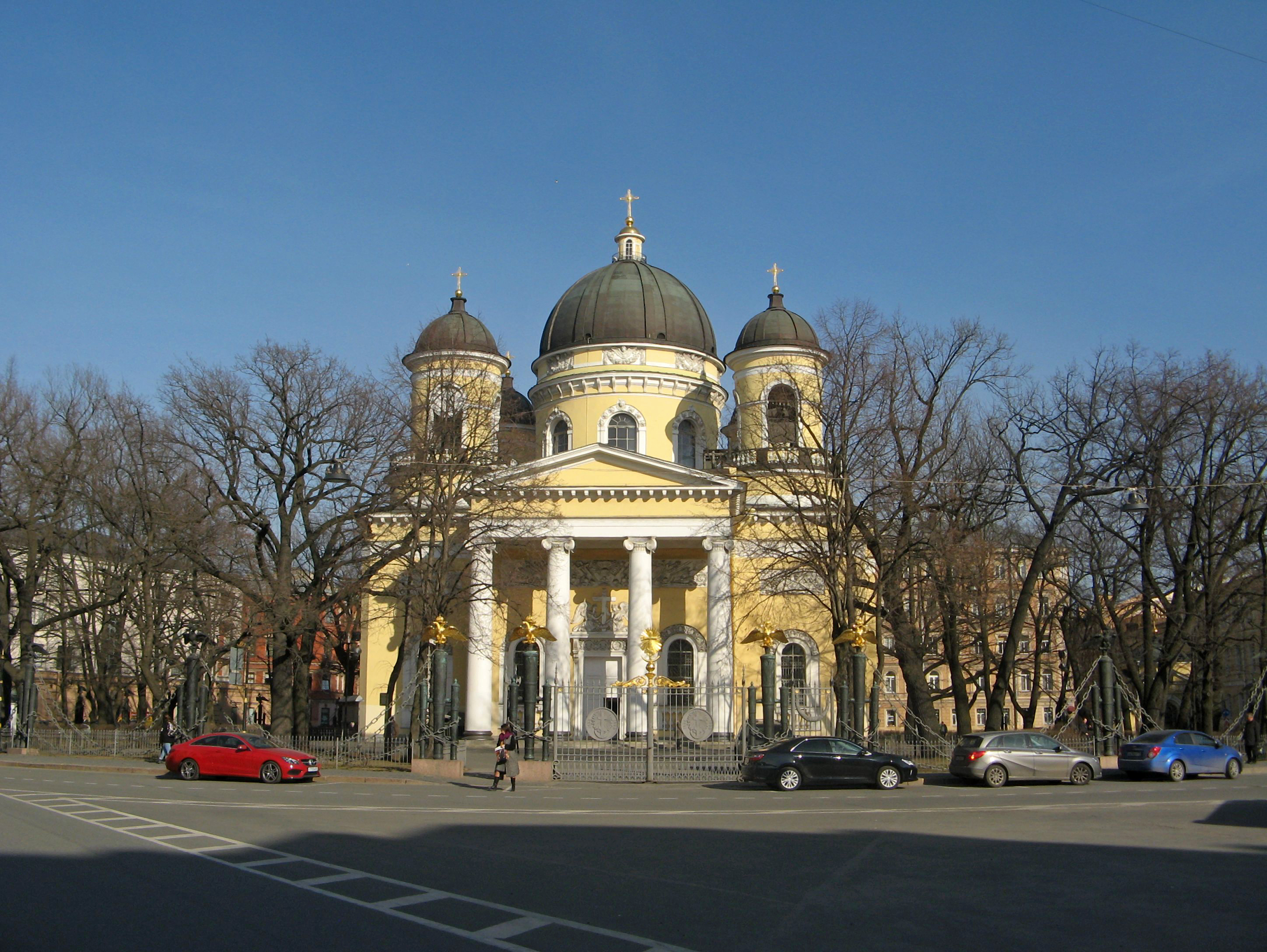
Verklärungskathedrale